# Vogtsburg im Kaiserstuhl
Vogtsburg im Kaiserstuhl ist eine Stadt im Kaiserstuhl, gelegen inmitten der oberrheinischen Tiefebene in Baden-Württemberg und bildet den nordwestlichen Teil des Landkreises Breisgau-Hochschwarzwald. Die aus der Gemeindereform in Baden-Württemberg hervorgegangene Stadt Vogtsburg ist in den 1970er Jahren durch Eingemeindungen und Gemeindezusammenschluss aus sieben Kaiserstuhlgemeinden entstanden und hat rund 6300 Einwohner. Mit 1340 Hektar Rebfläche ist Vogtsburg die flächengrößte weinbaubetreibende Gemeinde in Baden-Württemberg.

## Geographie

### Geographische Lage

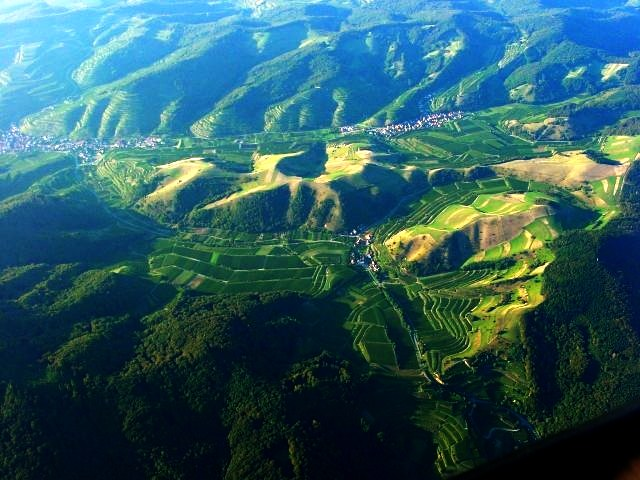
Luftbild des zentralen Kaiserstuhls

Die einzelnen Ortschaften von Vogtsburg sind bis auf die Ausnahme Burkheim in die Täler des inneren Kaiserstuhls eingebettet. Der sich nach Westen öffnende hufeisenförmige Hauptkamm des Kaiserstuhlgebirges bildet im Wesentlichen die äußere Gemarkungsgrenze von Vogtsburg, die im Westen durch den Rhein markiert wird, hier an das Elsass und somit an Frankreich angrenzt.

### Geologie
Das Kaiserstuhlgebirge entstand durch gewaltige bruchtektonische Ereignisse, die in zeitlich viel kleinerem Ausmaß von vulkanischen Tätigkeiten geprägt wurden. Die bis zu 30 Meter dicken Löss-Schichten bilden ein weiteres auffälliges geologisches Merkmal und sind neben dem Klima mitverantwortlich für die hohe Fruchtbarkeit der Gegend.

### Klima
Das Klima ist, wie in der ganzen Rheinebene, leicht kontinental, was recht warme Sommer bedingt. Die Wintermonate sind jedoch im Vergleich zu Nordwestdeutschland nicht besonders mild. Der Kaiserstuhl gehört zu den wärmsten Gegenden Deutschlands.  
|                        | Jan  | Feb  | Mär  | Apr  | Mai   | Jun  | Jul  | Aug  | Sep  | Okt   | Nov  | Dez  |   |       |
| Mittl. Temperatur (°C) | 3,4  | 4,8  | 7,9  | 11,5 | 16,4  | 20,3 | 21,1 | 20,6 | 16,4 | 12,8  | 7,1  | 3,7  | ⌀ | 12,2  |
| Mittl. Tagesmax. (°C)  | 5,9  | 7,9  | 11,8 | 16,5 | 21,3  | 25,5 | 26,0 | 25,4 | 20,9 | 16,5  | 9,9  | 5,9  | ⌀ | 16,2  |
| Mittl. Tagesmin. (°C)  | 1,0  | 1,6  | 4,0  | 6,7  | 11,6  | 15,0 | 16,2 | 15,7 | 11,9 | 9,1   | 4,4  | 1,4  | ⌀ | 8,3   |
|                        |      |      |      |      |       |      |      |      |      |       |      |      |   |       |
| Niederschlag (mm)      | 43,7 | 42,8 | 68,0 | 68,3 | 105,5 | 77,8 | 93,0 | 92,2 | 79,5 | 101,0 | 71,7 | 42,1 | Σ | 885,6 |
|                        |      |      |      |      |       |      |      |      |      |       |      |      |   |       |
| Sonnenstunden (h/d)    | 2,4  | 3,5  | 4,5  | 5,8  | 6,5   | 8,4  | 7,8  | 7,2  | 5,7  | 3,8   | 2,4  | 2,0  | ⌀ | 5     |
|                        |      |      |      |      |       |      |      |      |      |       |      |      |   |       |
| Regentage (d)          | 13   | 10   | 15   | 14   | 17    | 16   | 12   | 13   | 11   | 14    | 14   | 14   | Σ | 163   |

| 1,0 |

| 1,6 |

| 4,0 |

| 6,7 |

| 11,6 |

| 15,0 |

| 16,2 |

| 15,7 |

| 11,9 |

| 9,1 |

| 4,4 |

| 1,4 |

| 1,0 |

| 1,6 |

| 4,0 |

| 6,7 |

| 11,6 |

| 15,0 |

| 16,2 |

| 15,7 |

| 11,9 |

| 9,1 |

| 4,4 |

| 1,4 |

### Schutzgebiete, Natur

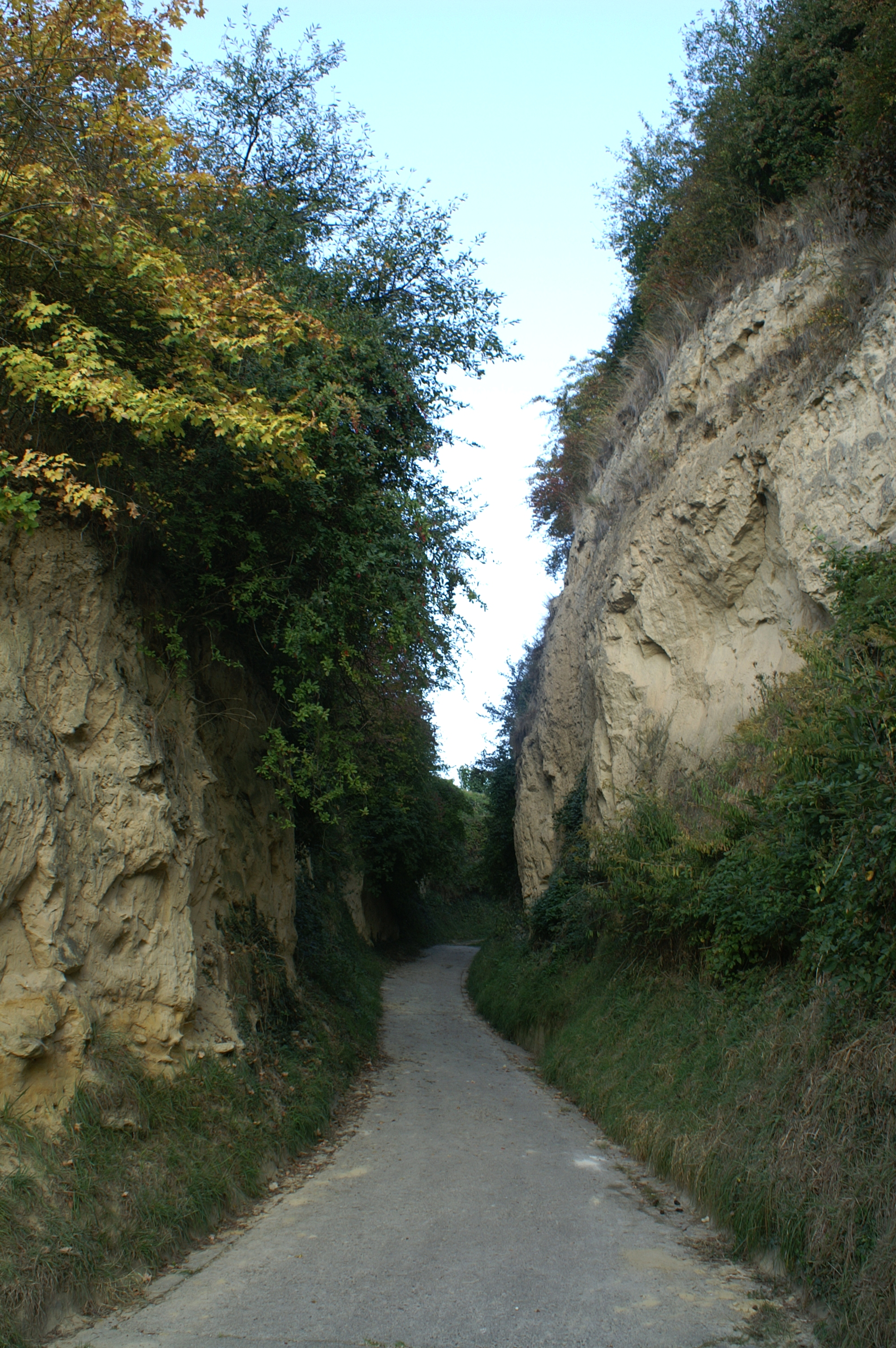
Naturdenkmal „Lösshohlweg Eichberg“ in Bickensohl

Auf dem Gemeindegebiet von Vogtsburg im Kaiserstuhl liegen 14 Naturschutzgebiete:
- 3049-Büchsenberg,
- 3069-Rheinhalde Burkheim,
- 3076-Badberg,
- 3096-Ohrberg,
- 3103-Schneckenberg,
- 3104-Scheibenbuck-Bluttenbuck,
- 3125-Bitzenberg,
- 3146-Rappennestgießen,
- 3148-Dachslöcher Buck,
- 3148-Ebnet,
- 3152-Haselschacher Buck,
- 3178-Steinbruch Niederrotweil,
- 3183-Oberbergener Scheibenbuck und
- 3283-Schelinger Weide-Barzental.

Außerdem das Landschaftsschutzgebiet
- 3.15.011 Rheinauenwälder.

Teile des Stadtgebiets gehören zu den FFH-Gebieten
- 7911-341 Kaiserstuhl
- 7911-342 Rheinniederung von Breisach bis Sasbach

und auch zu den Vogelschutzgebieten
- 7911-401 Rheinniederung Breisach-Sasbach mit Limberg
- 7912-442 Kaiserstuhl

### Nachbargemeinden
| Artzenheim (Elsass)  | Sasbach Endingen                            | Bahlingen   |
| Baltzenheim (Elsass) | Kompassrose, die auf Nachbargemeinden zeigt | Eichstetten |
| Breisach             | Ihringen                                    | Bötzingen   |

Die Gemeinden Artzenheim und Baltzenheim gehören zum französischen Département Haut-Rhin, Sasbach, Endingen und Bahlingen gehören zum Landkreis Emmendingen, die übrigen Gemeinden zum Landkreis Breisgau-Hochschwarzwald.

## Geschichte
Auch wenn die Stadt Vogtsburg als eine der jüngsten Städte in Deutschland gilt, blicken die einzelnen Stadtteile auf eine meist mehr als tausendjährige Geschichte zurück. Die frühesten Funde in Oberbergen lassen sich den Bandkeramikern (etwa 5500–4950 v. Chr.) aus der Jungsteinzeit zuordnen.
In Bischoffingen gibt es Fundstellen, die auf spät-jungsteinzeitliche Schnurkeramiker (um 2800–2200 v. Chr.) hinweisen. Weitere Ausgrabungen legten Gräber frei, die der kulturgeschichtlichen Epoche der Bronzezeit 1700–1200 v. Chr. zugeordnet werden. In der jüngeren Frühgeschichte ab etwa 800 v. Chr. gibt es zahlreiche Hinweise auf eine dichte Besiedlung der Kelten, die bis zum Vordringen der Alemannen um 200 n. Chr. reichen. So gilt beispielsweise Oberbergen als wichtigster Siedlungsplatz in Südbaden während der Hallstattzeit.
Die heutige Stadt entstand am 1. Januar 1975 zunächst unter dem Namen Oberrotweil durch Vereinigung der Stadt Burkheim und der Gemeinden Achkarren, Bischoffingen und Oberrotweil. Gleichzeitig wurden die beiden Gemeinden Bickensohl und Schelingen nach Oberrotweil eingemeindet. Bereits am 1. Januar 1973 erfolgte die Eingemeindung von Oberbergen nach Oberrotweil.
Am 15. April 1977 wurde der Name der Stadt in Vogtsburg im Kaiserstuhl geändert.
Die Namensfrage war lange umstritten, da der Name der Weindörfer ja gleichzeitig auch ein Markenname ist. Die „Salomonische Lösung“ bestand darin, der Gesamtgemeinde den Namen des kleinsten Ortes mit damals nur wenigen Häusern zu geben: Vogtsburg.
Durch die Hufeisenform des Kaiserstuhls, der nur nach Westen hin zum Rhein offen ist, war Vogtsburg vor dem Durchbruch des Autos als Massenverkehrsmittel nicht einfach zu erreichen. Das hat seit 1870 zu einer Stagnation der Einwohnerzahlen geführt. So lag die Gesamteinwohnerzahl von 1880 bis 1980 stabil bei 5000 Personen. In dieser Zeit gab es große Abwanderungen. Erst seit 1980 steigt die Bevölkerungszahl auch durch Neubaugebiete wieder an.
Siehe auch: Burg Bickensohl, Burg Bischoffingen, Ruine Burkheim, Burg Höhingen

## Ortsteile

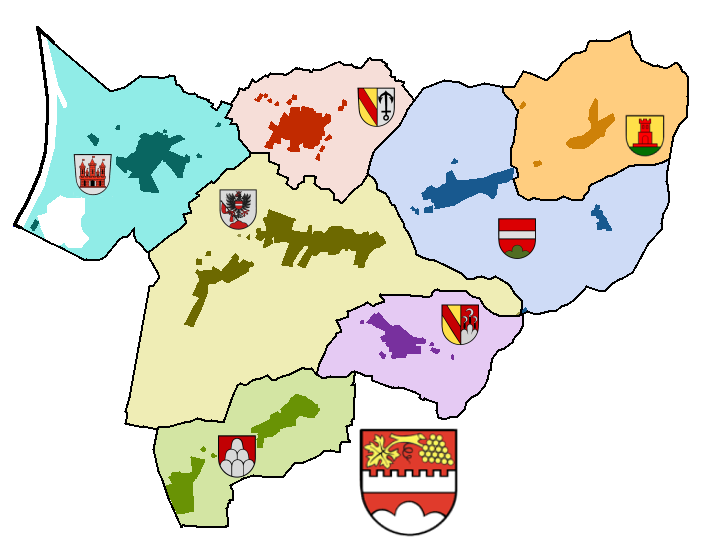
Lage der Orte innerhalb der Gemeinde – Oben von links: Burkheim, Bischoffingen, Oberbergen, Schelingen; Mitte: Oberrotweil; unten von links: Achkarren, Bickensohl

Vogtsburg besteht aus neun einzelnen Ortschaften. Vor dem Zusammenschluss hatten Ober- und Niederrotweil bereits eine Gemeinde gebildet. Der kleine Weiler mit dem ursprünglichen Namen Vogtsburg gehört zu Oberbergen. Aus diesen Gründen besteht die Stadt zwar aus neun Ortschaften, aber nur aus sieben politischen Ortsteilen. Das Stadtrecht wurde der Gesamtgemeinde Vogtsburg von Burkheim übertragen.

Wappen der Ortsteile
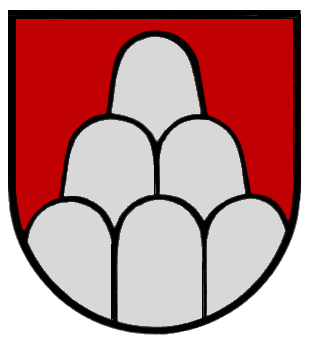
Achkarren
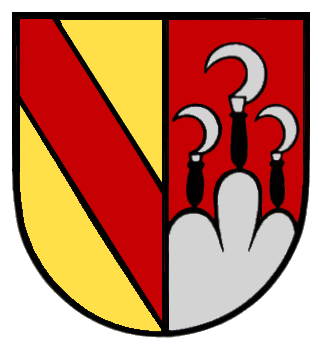
Bickensohl
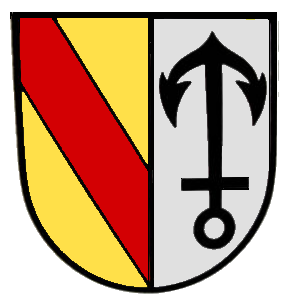
Bischoffingen
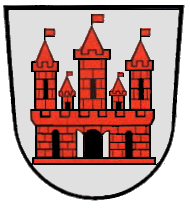
Burkheim
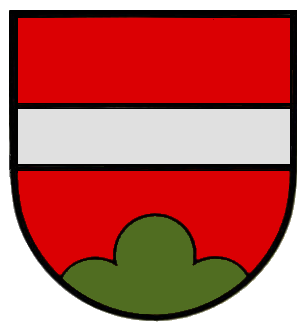
Oberbergen
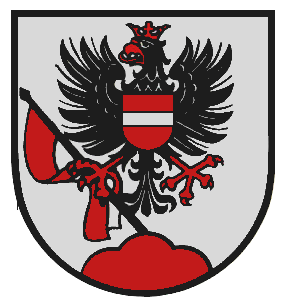
Oberrotweil
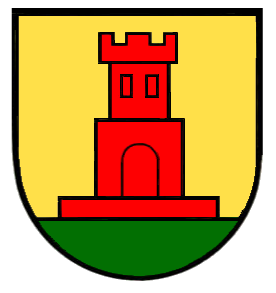
Schelingen

Luftbilder der Ortsteile
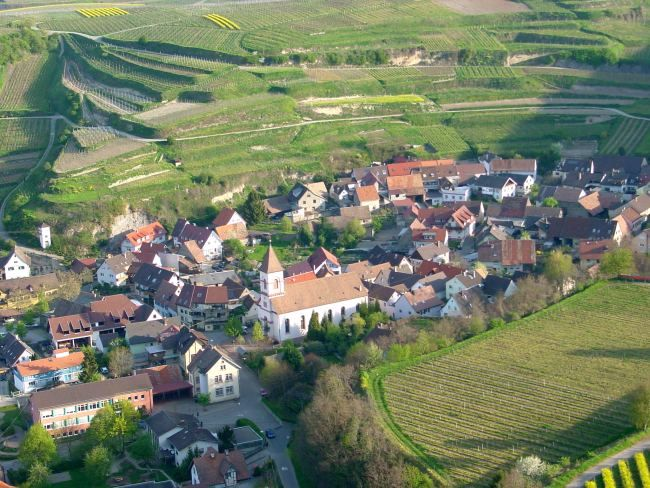
Achkarren, mit Resten der Burg Höhingen
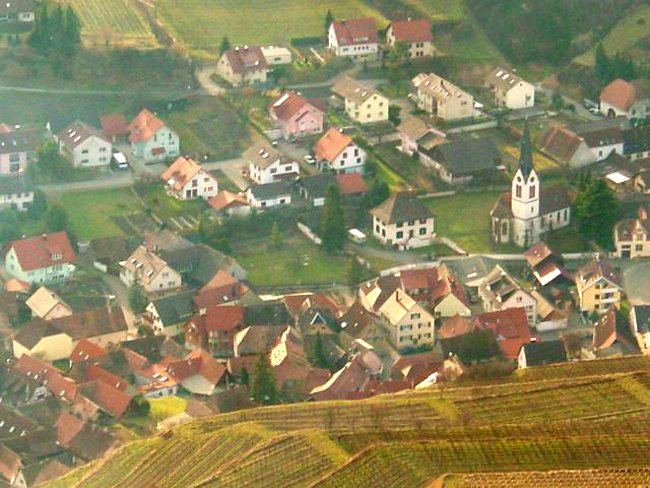
Bickensohl, liegt unterhalb des Totenkopfs
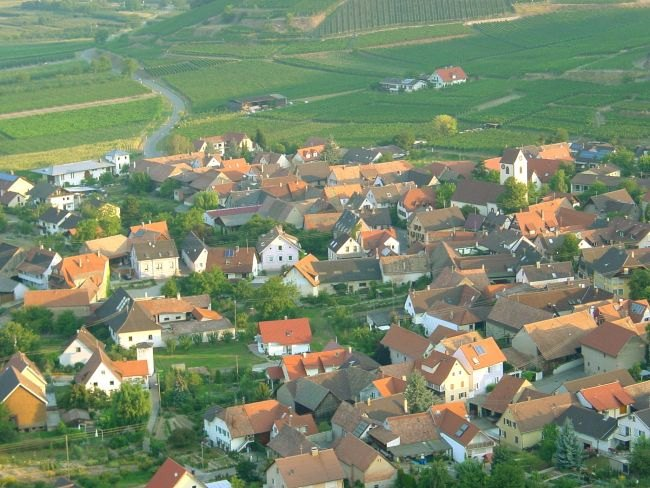
Bischoffingen
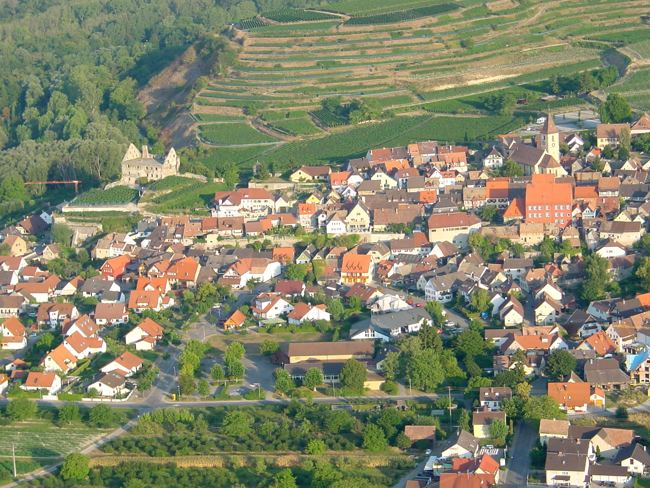
Burkheim, mit Schlossruine
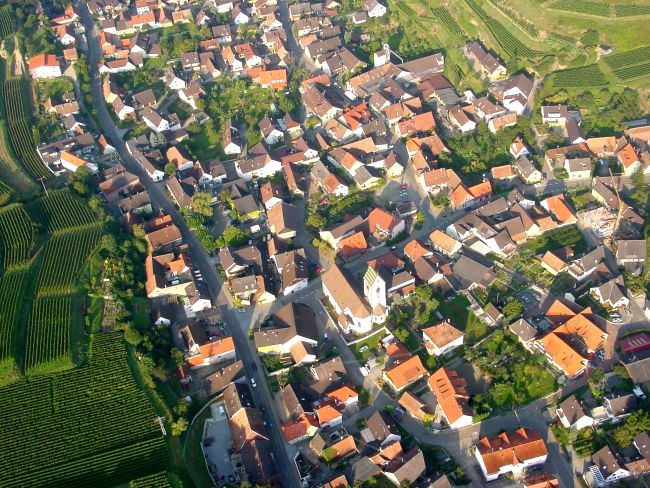
Oberbergen
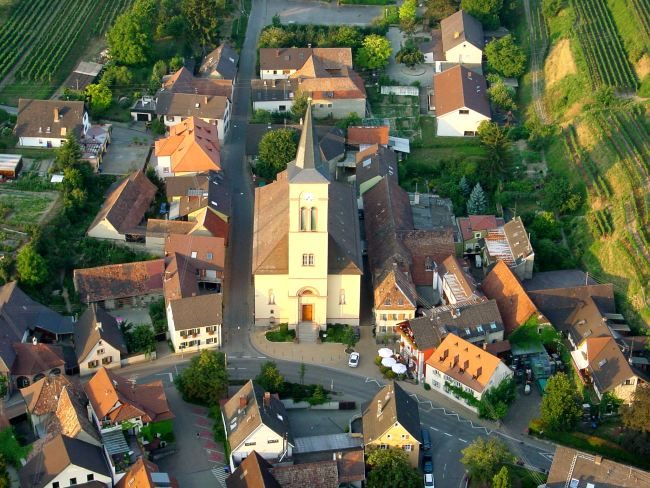
Oberrotweil, zentraler Ort, Sitz der Stadtverwaltung
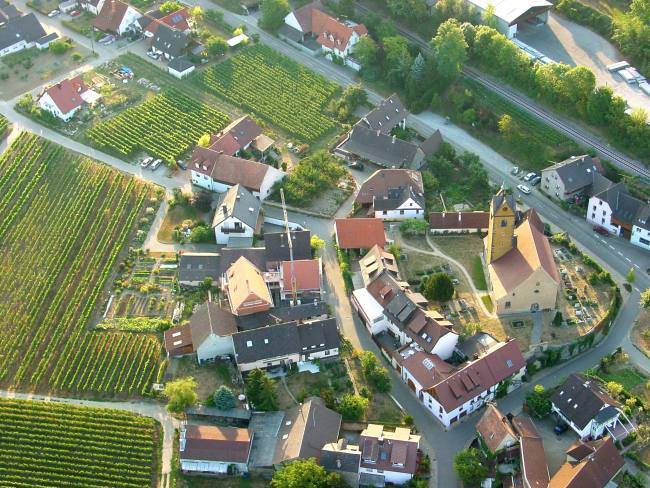
Niederrotweil, gehört politisch zu Oberrotweil
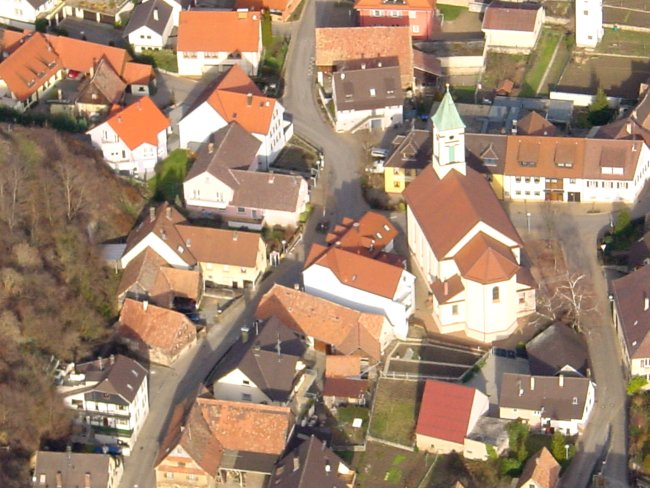
Schelingen, das höchstgelegene Dorf Vogtsburgs
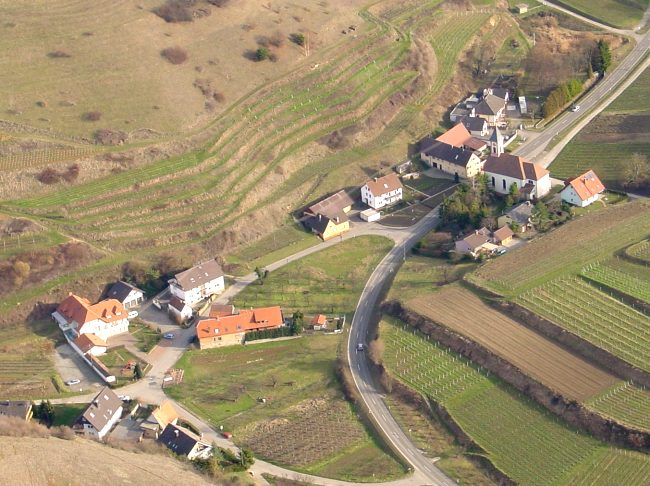
Alt-Vogtsburg, gehört politisch zu Oberbergen

## Politik

### Gemeinderat
Der Gemeinderat besteht aus den gewählten ehrenamtlichen Gemeinderäten und dem Bürgermeister als Vorsitzendem. Der Bürgermeister ist im Gemeinderat stimmberechtigt.
In Vogtsburg im Kaiserstuhl wird der Gemeinderat nach dem Verfahren der unechten Teilortswahl gewählt. Dabei kann sich die Zahl der Gemeinderäte durch Überhangmandate verändern. Der Gemeinderat in Vogtsburg hat nach der jüngsten Wahl 25 Mitglieder (2019: 22). Die Kommunalwahl am 9. Juni 2024 führte zu folgendem amtlichen Endergebnis:

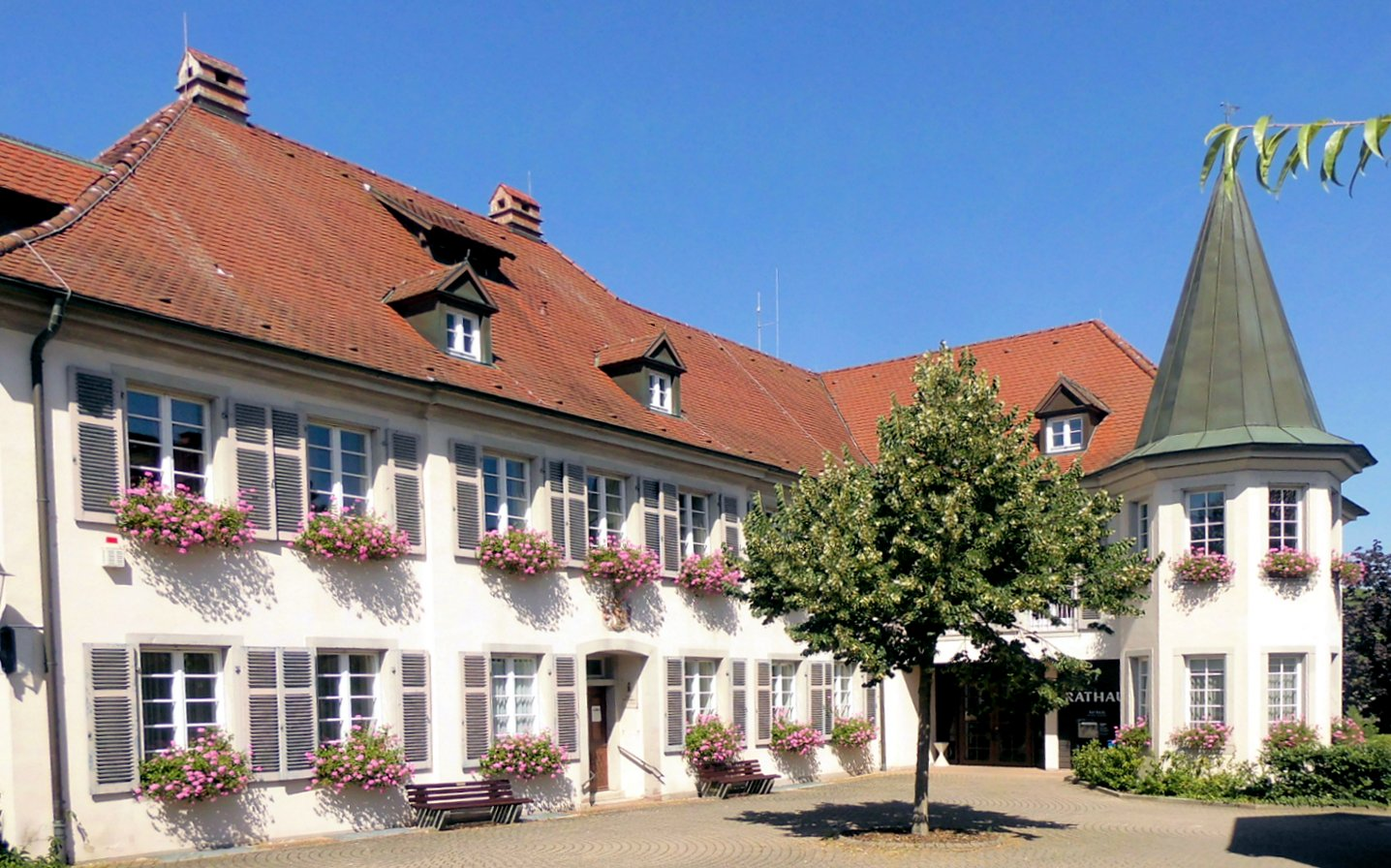
Rathaus Vogtsburg

| Parteien und Wählergemeinschaften | Parteien und Wählergemeinschaften           | 2024   | 2024   |        | 2019   | 2019   | 2014   | 2014   | 2009   | 2009 |
| Parteien und Wählergemeinschaften | Parteien und Wählergemeinschaften           | %      | Sitze  | %      | Sitze  | %      | Sitze  | %      | Sitze  |      |
| FW                                | Freie Wähler                                | 55,6   | 14     | 55,5   | 12     | 55,9   | 13     | 60,1   | 13     |      |
| CDU                               | Christlich Demokratische Union Deutschlands | 33,7   | 8      | 44,5   | 10     | 44,1   | 10     | 39,9   | 9      |      |
| Grüne                             | Bündnis 90/Die Grünen                       | 10,7   | 3      | -      | -      | -      | -      | -      | -      |      |
| Gesamt                            | Gesamt                                      | 100    | 25     | 100    | 22     | 100    | 23     | 100    | 22     |      |
| Wahlbeteiligung                   | Wahlbeteiligung                             | 68,7 % | 68,7 % | 68,9 % | 68,9 % | 60,3 % | 60,3 % | 62,8 % | 62,8 % |      |

### Bürgermeister
Bürgermeister ist seit 2015 der aus Burkheim stammende Benjamin Bohn. Er wurde im zweiten Wahlgang am 12. April 2015 mit 72,1 Prozent der Stimmen gewählt. Er wurde am 12. März 2023 mit 98,1 Prozent der Stimmen für eine zweite Amtszeit wiedergewählt. Bohn löste Gabriel Schweizer ab, von 1991 bis 2015 Bürgermeister war.

### Rathaus
Das Rathaus und die Gemeindeverwaltung befinden sich in Oberrotweil.

### Partnerschaften
Seit 1967 ist die Ortschaft Burkheim mit der elsässischen Gemeinde Sigolsheim an der Elsässer Weinstraße freundschaftlich verbunden.

## Wirtschaft und Infrastruktur
Neben dem Wein wird hier viel Obst angebaut, vor allem Kirschen, Zwetschgen und Äpfel. Neben der Landwirtschaft kommt dem Tourismus immer größere Bedeutung zu. Größter Betrieb im Ort ist die Winzergenossenschaft Bischoffingen. In Vogtsburg befindet sich seit Februar 2013 der größte Solarpark Baden-Württembergs.

### Verkehr
Im westlichen Teil der Gemeinde verläuft – ohne Ortsdurchfahrt – die L113 Breisach – Riegel – Freiamt, die auf der Höhe von Niederrotweil auf die L115 Rotweil – Bötzingen – Umkirch trifft. Die einzelnen Ortsteile sind durch Kreisstraßen miteinander verbunden.

#### Öffentlicher Nahverkehr
Achkarren, Burkheim und Bischoffingen (gemeinsame Bahnstation) sowie Oberrotweil haben je einen Haltepunkt der westlichen Kaiserstuhlbahn von Breisach nach Riegel.
Daneben wird Vogtsburg von mehreren Buslinien zwischen Breisach und Endingen sowie einer weiteren über Bötzingen nach Freiburg erschlossen. Der gesamte Nahverkehr ist Teil des Regio-Verkehrsverbunds Freiburg.
Auch über einen Bürgerbus verfügt die Stadt Vogtsburg, welcher alle Ortsteile Vogtsburgs anfährt.

#### Schifffahrt
Obwohl Burkheim am Rhein liegt, gibt es keinen eigenen Hafen – allerdings befindet sich auf Höhe des Burkheimer Baggersees eine Anlegestelle für die Verschiffung von Kies.

#### Radverkehr
Durch Bickensohl, Oberrotweil und Bischoffingen verläuft als Landes-Radfernweg der Badische Weinradweg. Er führt von Grenzach-Wyhlen am Hochrhein nach Laudenbach im Norden Baden-Württembergs und verbindet sieben der neun badischen Weinanbaugebiete untereinander. Ab Schallstadt gibt es zwei Varianten; eine davon verläuft am Tuniberg entlang nach Ihringen und über den Kaiserstuhl über Vogtsburg nach Sasbach am Kaiserstuhl und weiter nach Malterdingen, wo sie wieder auf die Variante über Freiburg trifft. 
Im Juni 2023 wurde das Stauwehr bei Burkheim über den Rhein für den Fuß- und Radverkehr geöffnet und bietet so eine Verbindung zur Rheininsel, nach Marckolsheim und ins übrige Elsass.

### Gerichte
Das Gebiet der Stadt Vogtsburg gehört zum Bezirk des Amtsgerichts Breisach.

### Bildung
In Vogtsburg gibt es eine Grundschule in Oberrotweil sowie sechs Kindergärten, einen Waldorfkindergarten in Burkheim und eine Kinderkrippe in Oberrotweil. An weiterführenden Schulen gibt es im benachbarten Breisach eine Realschule und das Martin-Schongauer-Gymnasium.

### Feuerwehr
Die Freiwillige Feuerwehr der Stadt Vogtsburg ist im Jahr 1975, wie die Stadt Vogtsburg, aus den einzelnen Feuerwehren Achkarren, Bickensohl, Burkheim, Bischoffingen, Oberrotweil, Oberbergen und Schelingen gegründet worden. Im Stadtgebiet verteilt gibt es kleinere Feuerwehrhäuser für die einzelnen Abteilungen. 2021 begann der Bau eines gemeinsamen Feuerwehrhauses mit dem Ziel, die Feuerwehr Vogtsburg unter einem Dach zu vereinen. Im Jahr 2024 wurde dieses fertig gestellt.

## Kultur und Sehenswürdigkeiten

### Museen
In Achkarren wurde 1979 das Kaiserstühler Weinbaumuseum in der historischen Zehntscheuer eröffnet. Das Gebäude wurde bereits 1358 in einer Urkunde als die „St. Johannser Trotte“ erwähnt. In Burkheim gibt es das Korkenziehermuseum Kaiserstuhl.

### Bauwerke
Vogtsburg besitzt dank der Ortsteile Achkarren, Oberrotweil, Schelingen und Altvogtsburg gleich vier Kirchenbauten im Weinbrenner-Stil.
Die St. Michaels-Kirche in Niederrotweil wurde erstmals im Jahr 1175 (nach Dehio sogar 1157) erwähnt, ist jedoch bedeutend älter. Nach Reclams Kunstführer könnte sie aus dem 8. Jahrhundert stammen. Bekannt ist dieses Bauwerk wegen seiner erst 1951 freigelegten Fresken aus der Mitte des 14. Jahrhunderts, besonders aber wegen des aus Holz geschnitzten Altares, einem Spätwerk von Meister H. L. Der Altar gilt als herausragendes Beispiel der Spätgotik und wird auf die Zeit um 1530 datiert. Die 1758 gebaute Orgel, die sich seit 1833 in dieser Kirche befindet, ist die älteste noch erhaltene Orgel des Breisgaus. Das Werk wurde durch die Bonner Werkstatt Klais restauriert.

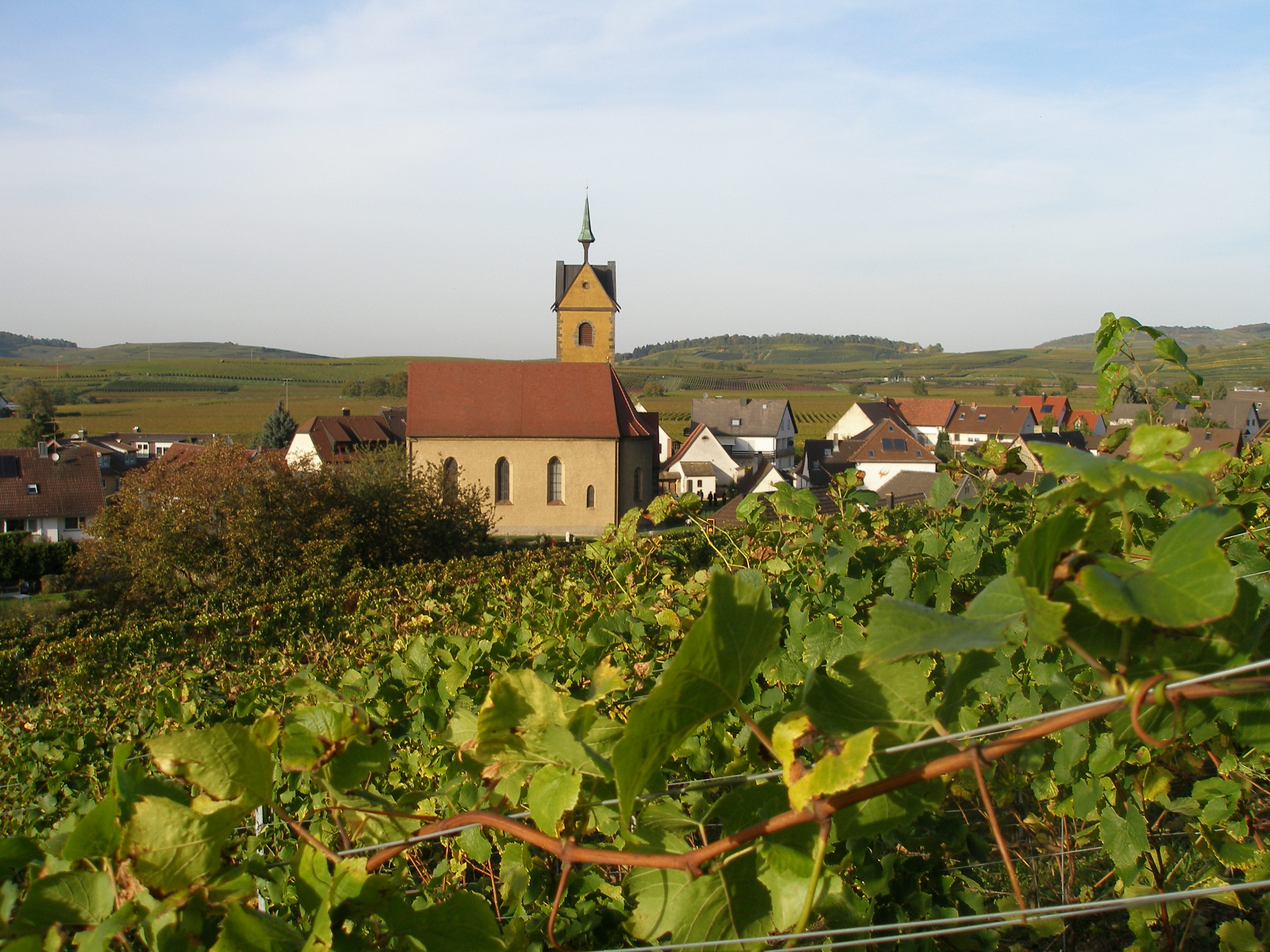
Niederrotweil mit Michaelskirche

Die St. Romanuskirche in Altvogtsburg wurde 1835/36 als Filialkirche direkt an der Landstraße errichtet. Der Plan sah zunächst eine Kirche für 700 Menschen vor, wurde aber vom Bezirksbaumeister Hans Voß überarbeitet und der Größe der Gemeinde angepasst, also verkleinert. Der Saalbau verfügt über einen Chor und zwei seitliche Nebenräume. Der Hochaltar stammt aus der Werkstatt von Franz Xaver Marmon, die Fenster aus der Freiburger Glaswerkstatt Helmle & Merzweiler. Das Innere, das zunächst nur einen hellen Anstrich erhielt, wurde ab 1883 historistisch ausgestaltet und durch den Freiburger Maler Anselm Endress mit Ornamentbildern, Wandmalereien und stilisierten Ranken versehen. Nachdem aufgrund des Eindringens von Wasser sowohl die Bausubstanz als auch die Einrichtung bedroht waren und die Bausubstanz nicht zuletzt wegen Erschütterungen durch den Verkehr auf der nahen Straße und leichte Erdbeben schwer beschädigt wurde, musste die Kirche gesperrt werden. Die Deutsche Stiftung Denkmalschutz engagiert sich für die Rettung der Kirche.
Die Pfarrkirche in Schelingen wurde von Christoph Arnold, einem Neffen und Schüler von Friedrich Weinbrenner geplant.
Die Altstadt von Burkheim betritt man durch das Stadttor; sie besteht im Wesentlichen aus der Bebauung einer einzigen gepflasterten Straße und ist überaus romantisch und idyllisch. Als Abschluss des Städtchens steht die alte Burgruine auf dem Bergsporn, unterhalb dessen vor der Rheinbegradigung noch das Rheinbett verlief.
Über Achkarren auf dem Schlossberg sind noch Reste der Ruine der Burg Höhingen zu finden.
Nicht mehr vorhanden sind Kirche und Kloster „St. Peter auf dem Kaiserstuhl“ des Paulinerordens, die sich auf dem Neunlindenbuck in der Nähe des Totenkopfs befunden hatten. Das kleine Kloster bestand seit mindestens 1373. Weniges ist bekannt, aber das Kloster dürfte die Reformation nicht überdauert haben, so dass man das Ende für das 16. Jahrhundert annehmen muss.

### Sport
Radsport: In Vogtsburg fand traditionell der abschließende Rundkurs (Königsetappe) der Internationalen Regiotour statt.
Fußball: In Vogtsburg sind drei Vereine ansässig, der FC Vogtsburg (ehemals: TUS Oberrotweil), SV Achkarren und SV Burkheim.
Zudem hat man mit dem TC Bischoffingen einen Tennisverein.

## Persönlichkeiten

### Söhne und Töchter der Stadt
- Emil Klaus (1907–1994), Winzer, Landtagsabgeordneter
- Eugen Biser (1918–2014), Religionsphilosoph

### Weitere Persönlichkeiten
- Jörg Wickram (um 1505–vor 1562), frühneuhochdeutscher Schriftsteller, wurde um 1555 Stadtschreiber in Burkheim.
- Lazarus von Schwendi (1522–1583), Diplomat, Staatsmann und kaiserlicher General, ab 1560 Herr über Burkheim am Kaiserstuhl mit Oberrotweil, Oberbergen, Vogtsburg und Jechtingen.
- Simone Larsen (* 1970), in Bischoffingen aufgewachsen, deutsch-norwegische Popsängerin
- Erik Wolf (1902–1977), Rechtsphilosoph und Kirchenrechtler, lebte seit 1959 in Oberrotweil und ist hier auch begraben.